# Rugby Club I Medicei
Maillots
Dernière mise à jour : 29 janvier 2019.
Le Rugby Club I Medicei était un club de rugby à XV italien basé à Florence ayant participé au Top 12. Il est fondé en 2015 à la suite de la fusion des catégories séniors (équipes masculine et féminine) et -18 ans du Rugby Club I Cavalieri Prato, ce dernier étant en difficulté financière, et du Firenze Rugby 1931.

## Historique
La naissance du RC I Medicei est annoncée le 25 juin 2015. Le nouveau club est né de la fusion par l'incorporation de l'ancien club de Rugby Club I Cavalieri Prato, faisant face à une crise financière, avec le Firenze Rugby 1931. Autorisé à disputer la Serie A, le club remporte le championnat en 2017, leur permettant d'accéder à la première division pour la saison 2017-2018.
Après le retrait de nombreux sponsors en raison de la pandémie de Covid, le club est mis en liquidation en 2021.

## Palmarès
- Vainqueur :
  - Série A : 2017